# Vlag van Kameroen

Vlag van Kameroen

De nationale vlag van Kameroen is een verticale driekleur in de kleurencombinatie groen-rood-geel met een gele ster in het midden van de rode baan. De vlag werd in de huidige vorm aangenomen op 20 mei 1975.

## Symboliek
De kleuren groen, rood en geel zijn de traditionele Pan-Afrikaanse kleuren, en de vorm is overgenomen van de Franse Tricolore. De centrale band en de ster staan voor eenheid, de gele band voor de zon en de savannes in het noorden van het land, en de groene voor de bossen in het zuiden van Kameroen.

## Ontwerp
De drie verticale banen van de vlag nemen elk een derde van de breedte in. De hoogte-breedteverhouding is 2:3. Opmerkelijk is dat de baan aan het uiteinde van de vlag in de Kameroense grondwet 'geel' wordt genoemd, terwijl de ster als 'goud' wordt bestempeld.
De afmetingen van de ster zijn niet vastgelegd, waardoor men Kameroenese vlaggen kan zien met een grote of juist een kleine ster in het midden van de rode baan. Doorgaans maakt men de ster echter ongeveer zo groot als op de afbeelding in dit artikel.

## Geschiedenis

### Voor de onafhankelijkheid
Een deel van Kameroen maakte tot het einde van de Eerste Wereldoorlog deel uit van Duits-Kameroen. Van 1922 tot de onafhankelijkheid in 1961 was het grotendeels een Frans mandaatgebied (Frans-Kameroen); een deel van het land behoorde tot Brits-Kameroen, met een vlag die op het Britse blauwe vaandel was gebaseerd.

? Vlagvoorstel voor Duits-Kameroen (1914)
? Vlag van Brits-Kameroen (1922-1960)

### Na de onafhankelijkheid

Vlag van Kameroen, 1957-1961

Vlag van Kameroen, 1961-1975

De huidige vlag is zoals vermeld in gebruik sinds 20 mei 1975. Het is de derde vlag die Kameroen sinds het verkrijgen van de onafhankelijkheid op 1 januari 1960 voert.
De eerste Kameroenese vlag werd op 29 oktober 1957 in gebruik genomen door het Franse deel van Kameroen (Frans-Kameroen), lid van de Franse Gemeenschap. Na het verkrijgen van de onafhankelijkheid bleef deze vlag nog 21 maanden in gebruik en werd dan ook in de grondwet van 21 februari 1960 opgenomen. De vlag zag er hetzelfde uit als de huidige vlag, maar dan zonder ster.
In 1961 koos het zuiden van Brits-Kameroen (Southern Cameroon) voor aansluiting bij het onafhankelijk geworden Kameroen. Dit moest gebeuren in de vorm van een federatie. Om de twee landsdelen te symboliseren werden er twee gouden/gele sterren in de bovenhoek aan de hijszijde geplaatst. Deze verandering werd op 1 oktober 1961 doorgevoerd.
In 1972 werd het federale systeem afgeschaft. Vijf jaar later werden de twee sterren vervangen door één ster in het midden van de vlag, die de eenheid van het land symboliseert.